# Wiedemannia bifida
Wiedemannia bifida är en tvåvingeart som beskrevs av Vaillant 1964. Wiedemannia bifida ingår i släktet Wiedemannia och familjen dansflugor. Inga underarter finns listade i Catalogue of Life.